# 譚香文
譚香文（英語：Mandy Tam Heung-man，1957年6月8日—），生於香港，籍貫廣東順德，香港民主派人士，曾任香港黃大仙區議會龍星選區議員、香港立法會會計界功能界別議員及公民黨、人民力量及前綫成員。

## 簡歷
她出生於九龍何文田（取名「香文」寓意「香港何文田」，家有八名兄弟姊妹，自己排第三），在九龍黃大仙東頭邨七層大廈長大。她曾就讀文理書院（九龍）（中一至中五）以及基督教女青年會丘佐榮中學（中六至中七）。後因為未能被香港大學取錄，便打算到英國升學，先在母校文理書院（九龍）當了18個月教師去籌措學費及生活費，然後修讀商業管理課程。她在英國密德薩斯大學取得文學士學位，也是特許公認會計師公會資深會員、英國公認稅務公會會員、香港會計師公會資深會員及香港稅務學會會員。

## 從政

### 2003年區議會選舉
2003年11月23日，譚香文當選黃大仙區議會議員。2004年9月12日，受泛民主派支持的她再在功能組別會計界當選立法會議員，以37票之差險勝得票排次位的時任香港會計師公會會長陳茂波。

### 2007年區議會選舉
譚於2007年區議會選舉中，被獨立候選人蔡六乘撃敗，未能成功連任。

### 2008年立法會選舉
2008年2月4日，譚以書面向財經事務及庫務局局長陳家強提出一種新的報稅制度，要求所有企業和個人的報稅表提交給稅務局之前，必須經由持牌人士（主要是合資格的會計師和其他有適當資格的專業人士）準備及審核。譚後來解釋她是「純粹反映業界意見」，該建議不是她的選舉政綱之一，而且該建議不包括薪俸稅。
譚在2008年香港立法會選舉競逐連任會計界功能組別議席，取得4116票，不及取得5659票的陳茂波而落敗。
譚信奉基督教，從2000年起擔任鑽石山私人屋苑星河明居業主委員會主席，另外她從2005年起是平等機會委員會委員之一，但2009年任期屆滿時不獲再度委任；6月6日成為首位退出公民黨之前立法會議員。
2010年10月27日，譚涉嫌選舉舞弊被捕，案情主要涉及2008年香港立法會選舉當中，向會計界選民提供免費講座，誘使他們投票給她。2011年5月26日，譚香文被裁定無罪。律政司後來對判決提出上訴，於2012年5月被上訴庭駁回，維持原判。

### 2015年區議會選舉
2013年4月24日以前綫身分加入人民力量，任執委，成為人民力量唯一一位區議員。2015年11月22日區議會選舉只以前綫身份爭取連任，在黃大仙龍星區以2974票擊敗主要對手林作（2640票）當選。譚香文聯同前綫在2016年4月6日退出人民力量，之後她亦退出前綫，成為無黨派議員。

### 2019年區議會選舉
2019年11月24日區議會選舉只以獨立民主派身份爭取連任，在黃大仙龍星區以6098票當選，成為全港得票最高的女性候選人。

### 2021年立法會選舉
2021年10月30日，譚香文正式參選「完善選舉制度」後的2021年香港立法會選舉，成功獲得前黃大仙區議會同事、港區全國人大代表、港區國安法倡訂人陳曼琪提名及協助，得以「入閘」，最後只獲 8,028 票（選區總票數的 5.25% ）無法當選，在其區議會選區龍星選區只獲得 874 票，比2019年少 5,224 票。
| 第一界別 | 第一界別 | 第一界別 |
| 選委     | 職銜 | 言論及理念 |
| -------- | --- | --- |
| 呂䏈鳴   | 建南行有限公司總經理 | 纺织界的17名候选人提出了共同政纲......就是要坚定爱国爱港理念，拥护“一国两制”方针和基本法，支持香港国安法和中央主导完善香港选举制度。 |
| 沈慧林   | 中華全國工商業聯合會青委會港澳委員、香港政協青年聯會常務副主席、香港中華廠商聯合會青委會副主席、全港工商聯青年企業家委員會創會主席、香港青年工業家協會執委、萬希泉鐘錶有限公司創辦人及董事長 | 沈認為，近年社會事件令香港民生、經濟及政治都處於不安狀態，通過實施香港國安法是非常重要及必須，希望立法有助社會盡快恢復穩定。 |
| 第二界別 | | |
| 選委     | 職銜 | 言論及理念 |
| 鄭程     | 香港律師會知法守法推廣小組委員會主席、企業律師委員會成員、 澳新銀行資深律師 | 選委會選舉政綱為「貫徹愛國者治港」。2021年初代表鏡報月刊訪問時任警务处处长邓炳强。 |
| 蟻星略   | 無國界社工有限公司董事會會長 | |
| 第三界別 | | |
| 選委     | 職銜 | 言論及理念 |
| 黃業坤   | 九龍西潮人聯會常務副會長、香港新來港人士服務基金副會長、香港普寧同鄉聯誼會副會長 | 2019年，黃表示，面對暴徒的暴力衝擊不斷升級，香港市民絕不能退讓，要支持特區政府依法治港，嚴懲暴徒，同時支持警隊依法執法，維護香港社會安全。2020年7月，九龍西潮人聯會一連5天在紅磡舉辦「慶祝香港回歸23周年『賀國安立法 香港再出發』下午茶敘」。          |
| 王坤     | 前公屋聯會主席 | 2015年王坤表示支持香港政府提出的政改方案，並呼籲把投反對票的泛民主派議員踢出議會。 |
| 第四界別 | | |
| 選委     | 職銜 | 言論及理念 |
| 郭耀偉   | 香港警察書畫學會顧問、黃大仙中分區委員會主席 | 前香港警察，其選舉委員選委團隊表示，2019年「黑暴」肆虐，暴徒亂港禍民的行徑令人髮指，香港處於前所未有的動亂。中央政府在關鍵時刻制定香港國安法，一法安香港，社會迅速恢復安寧，香港居民期待全面保障國家安全，確保「一國兩制」行穩致遠，香港特區繁榮穩定。 |
| 鍾子權   | 九龍樂善堂常務總理、九龍社團聯會名譽顧問、廣州市黃埔區政協委員 | 以香港九龍城工商業聯會成員身份聯署支持全國人大常委會完善行政長官及立法會產生辦法。 |
| 第五界別 | | |
| 選委     | 職銜 | 言論及理念 |
| 陳曼琪   | 全國人大代表 | 2014年雨傘革命期間代表旺角潮聯小巴有限公司入稟申請禁制令清場。 2020年5月於第十三屆全國人大三次會議上提議繞過香港立法機制、直接援引基本法第十八條將國安法置入附件三作全國性法律實施。                                                                   |
| 周莉莉   | 中華全國婦女聯合會成員、寧波市政協常委、其士集團執行董事 | 6名中華全國婦女聯合會香港特別行政區特邀代表一致認為，國安法頒布後，香港由亂轉治，正開啟由治及興的新進程，要遵循夏寶龍主任強調的「愛國者治港」原則。 |

### 成立智庫組織財智者言
2025年2月，譚香文與任亮憲、袁彌昌、徐家健、周顯及鄧伊楟成立智庫組織財智者言。

## 爭議

### 不滿青年在地鐵車箱講粗言穢語報警
2007年2月2日，她在乘搭地鐵期間，不滿隔鄰的青年用手提電話說一些涉性粗言穢語，並不肯停止，最終憤而報警求助。該青年涉違反地鐵附例被罰款。

### 建議所有報稅表必需由會計師負責
2008年2月，譚香文寫信給財經事務及庫務局局長陳家強，建議今後所有交給稅務局的報稅表必須交由專業人士負責，主要是會計師。即香港超過二百萬人需要報稅的市民，報稅時均需聘請會計師。在有線電視新界西的競選論壇中，社民連候選人陳偉業以此事向公民黨提問，公民黨的張超雄回應指譚香文的意見並不代表公民黨。蕭若元指出，參加會計界功能組別選舉的譚香文之建議，目的是討好會計界選民，用損害大部份市民利益的方式去為自己拉票。

### 未經批准下公布受害人及調查資料
2009年10月16日，譚在甘乃威解僱女助理事件中，在未獲女事主王麗珠授權下向多份報章披露王的身份及披露個案細節，並在王要求「收口」後仍繼續接受傳媒訪問。王透過消息人士向傳媒表示對譚的做法感到很憤怒，但譚事後強調自己只是仗義執言，「憑良心協助王」。中大政治與行政學系高級導師蔡子強，質疑譚香文「單方面覺得自己想做『道德警察』，卻將這件事公諸於世，對女事主的傷害更加大」。新婦女協進會外務副主席譚嘉瑛批評譚香文沒有將該女助理的資料保密：「譚香文曾經是她（該女助理）的僱主，她自己之前也是立法會議員，但竟然不知道保密這個原則，真的感到很失望。」

### 擺設街站期間被警截查及侮辱是狗
在2020年3月27日，譚於傍晚設街站進行地區服務時，有五名軍裝警員因為嘈音問題而前往譚的街站調查，期間警員要求譚出示身分證以記下其資料。之後，譚在三名軍裝警員伴隨下回到辦事處取回身分證，路途間譚批評警方做法是浪費時間，就被隨行一名警員以囂張的態度反駁叫她坐下即可。而當譚坐下後及經一輪擾攘後，警方即叫譚再起身前往辦事處領取身分證，譚照辦之後，即聽見一名警員說「啲狗真係好聽話，叫佢就起身。」來直接侮辱譚是狗。在事發3日後，譚接受立場新聞訪問時，批評警方以過度警力來處理普通的噪音投訴，且質疑是政治打壓。同時，她亦怒斥警方出言侮辱區議員係毫不專業的處事方式，猶如「發脾氣」一樣，更表明已告知警民關係科指揮官將會作出投訴，同時亦不排除向警察投訴課作投訴
。

### 告龍蟠苑法團誹謗
2014年6月，龍蟠苑法團在屋苑各處張貼通告，甚至把通告投入業主信箱。通告內容則是影射時任區議員、現黃大仙龍星區議員譚香文「搞風搞雨，破壞屋苑安寧」。譚在得悉事件後嘗試和法團溝通，希望能把通告撤去，惟溝通不果，事後法團亦沒有把通告撤去。由於通告內容用字嚴重影響譚個人聲譽，譚於2014年9月入稟法庭控告龍蟠苑法團誹謗，希望令管理委員會停止其行為。譚入稟控告法團誹謗，但隨即向法團提出「一元和解」方案，法團卻拒絕道歉, 不肯接受譚的方案。在同年2015年3月10日，業主就事件聯署，希望召開特別大會，提出不要以屋苑基金付訟費。惟法團在同年5月14日以業主聯署不足5％及議程不成立為由，拒絕召開會議。
同年6月28日，有更多業主參與聯署，成功召開業主大會。據悉，會上其中一個議題為討論應否撤回通告，以節省業主開支。惟當是時任法團主席張家友則指出，若接受和解，即代表認錯，並表示原告人（即譚香文）可以就此不停追討，最終業主可能要支付逾千萬費用。在場的法團律師則指出，即使要打官司，費用只是在30至40萬元的範圍,，並於大會過程中，無視部分業主接受「一元和解」方案的意向，直接跳過議程，不作任何回應。
在2017年3月15日，屋苑代表再次召開業主大會，會議其中一項內容為動議撤銷通告及銷案，並接受和解方案，但當時的法團主持並沒有對此作出表決，就把議程略過。法團當時指因他們並非原告人，所以並不可以撤銷案件。到正式上庭（即2017年末），譚香文再次提出希望以「一蚊和解」解決事情，惟對方依舊不從，最終事件需要放上法庭進行裁決。
張家友曾是2003年區議會選舉時，譚的對手助選團隊成員，譚香文認為當時法團拒絕和解原因，與時任法團主席張家友有關。最終，誹謗案件以譚香文一方勝訴落幕，法團敗訴需要承擔所有訟費及兩份通告的賠償，合共近270萬元。譚香文勝訴後，對小業主需要負上支付賠償的責任，同樣感到十分遺憾。她認為法團原則上是令屋苑管理做得更好，是管理內務而非外務，又認為過往法團做法越權有問題，當初強行不接受和解，如同否定業主的決定權，最終令龍蟠苑小業主蒙受損失。

### 投訴救生員洗池游泳
2021年6月6日，星河名居接到星河名居業主立案法團委員會主席-譚香文投訴，指救生員洗池期間游泳，通知管理處，並要求更換救生員，令救生員頓時失業。譚香文Facebook專頁原文：「救生員今早清潔泳池，一位係度工作中，另外一位救生員居然係度游泳，比街坊拍照並投訴，已通知管理處去跟進，如果是事實，可能要換走佢! #做事要專業」
事件發生後，大量網民在該文章賦予生氣及笑的感受，並有約5千網民留言，其中留言包括：「救生員游水係罪，咁廚師唔好出去買」、「譚小姐，你證實左件事未？佢check下池底唔得嘅，咁既事都要炒？如果唔係事實而你出post，你應該要公開同個救生員道歉，投訴易，道歉難，希望你自己反省下」。油尖旺區議會專家顧問黃子希評論，「譚香文議員非常不專業，簡直是無知」。事件更有多個網絡報社報導，包括明報、星島、晴報、香港01、文匯報等等。

## 外部連結
- 譚香文網頁（页面存档备份，存于）
- 香港立法會：譚香文議員
- 譚香文的Facebook專頁

| 議會席位      | 議會席位                            | 議會席位      |
| ------------- | ----------------------------------- | ------------- |
| 前任： 蔡六乘 | 黃大仙區議會龍星選區 2004年－2007年 | 繼任： 蔡六乘 |
| 前任： 蔡六乘 | 黃大仙區議會龍星選區 2012年－2023年 | 繼任： 末任   |
| 政黨職務      |                                     |               |
| 新頭銜        | 公民黨司庫 2006年－2008年           | 繼任： 容詠嫦 |